# Xabier Izaga
Xabier Izaga González (Vitoria, 1960) fue miembro de la organización terrorista ETA y representante del Movimiento Pro Amnistía.

## Biografía
En 1981 fue condenado a 30 años de cárcel por pertenencia a ETA. En marzo de 2002 salió de la cárcel y comenzó su militancia en el Movimiento Pro Amnistía. Durante su estancia en prisión estuvo en cárceles de Carabanchel, Puerto de Santa María, Herrera de la Mancha o Cáceres.
Además, ha desarrollado una carrera literaria con el libro de poemas Bart irakurtzeko gaur izkiriatua (editorial Susa, 1998) y ha traducido al euskera el libro El arte de la guerra, de Sun Tzu (Gerraren antzea, Txalaparta argitaletxea, Tafalla, 1995).